# Gare d'Ayase
La gare d'Ayase (綾瀬駅, Ayase-eki) est une gare ferroviaire située dans l'arrondissement d'Adachi à Tokyo au Japon. Cette gare est exploitée conjointement par les compagnies JR East et Tokyo Metro.

## Situation ferroviaire
La gare d'Ayase est située au point kilométrique (PK) 7,7 de la ligne Jōban.

## Historique
La gare d'Ayase a été inaugurée le 1er avril 1943 sur la ligne Jōban appartenant à l'époque à la Société gouvernementale des chemins de fer japonais. L'interconnexion avec la ligne Chiyoda du métro de Tokyo est mise en place le 20 avril 1971, la branche vers Kita-Ayase ouvrant le 20 décembre 1979.

## Service des voyageurs

### Accueil
La gare dispose d'un bâtiment voyageurs, avec guichets, ouvert tous les jours.

### Desserte
| 0    | C Ligne Chiyoda        | Kita-Ayase                              |
| 1・2 | C Ligne Chiyoda        | Kita-Senju ・ Ōtemachi ・ Yoyogi-Uehara |
| 3・4 | JL Ligne Jōban (local) | Matsudo ・ Toride                       |